# Poorya Nazari
Poorya Nazari (* 1. Juli 1986) ist ein kanadischer Pokerspieler. Er gewann 2009 das Main Event des PokerStars Caribbean Adventures.

## Persönliches
Nazari machte an der McMaster University in Hamilton einen Abschluss in Biochemie. Er lebt in Richmond Hill.

## Pokerkarriere
Nazari spielt auf der Onlinepoker-Plattform PokerStars unter dem Nickname isuckoutonu.
Nazari gewann seine ersten Preisgelder bei Live-Turnieren ab März 2008 bei kleineren Turnieren im Turning Stone Resort & Casino in Verona sowie im Venetian Resort Hotel am Las Vegas Strip. Im Januar 2009 spielte er das 10.000 US-Dollar teure Main Event des PokerStars Caribbean Adventures auf den Bahamas, für das er sich zuvor online für nur 33 US-Dollar qualifiziert hatte. Dort setzte sich der Kanadier gegen 1346 andere Spieler durch und sicherte sich eine Siegprämie von 3 Millionen US-Dollar. Seitdem blieben größere Pokererfolge aus. Im Juni 2015 war er erstmals bei der World Series of Poker im Rio All-Suite Hotel and Casino am Las Vegas Strip erfolgreich und kam bei einem Turnier der Variante No Limit Hold’em in die Geldränge. Seitdem blieben größere Turniererfolge aus.
Insgesamt hat sich Nazari mit Poker bei Live-Turnieren mehr als 3 Millionen US-Dollar erspielt.